# Манастир Увац
Манастир Увац се налази у селу Стубло, на граници општина Чајетина и Прибој, у засеоку Увац. Данашња манастирска црква подигнута је на остацима средњовековног манастира, припада Епархији жичкој Српске православне цркве и представља непокретно културно добро као споменик културе.
У рушевинама је манастир затекао и описао јеромонах Дионисије Поповић 1856. године, док је прота Јевстатије Караматијевић у трећој деценији 20. века у Увцу затекао остатке величанствене цркве и других грађевина.

## Прошлост манастира
Између прибојског Црног врха и јужних златиборских камених обронака, лежи заселак Увац, на десној обали, у жупној долини истоимене реке. Амбијент, нетакнут и у нашем времену тешко да посетиоце оставља равнодушним. Сеоско насеље из XIX века грађено je "на подобије" много старијег, na je заселак Увац, као ретко где на другом месту, прототип позног средњовековног насеља. Без комуникација и путева, с козјим стазама, којима се пролазило и пре неколико векова, с полудрвеним и дрвеним кућама покривеним шиндром, Увац у потпуности дочарава средњовековни живот у овој старо-влашкој забити. И као што свака заосталост није последње зло; Увац је задуго остао редак пример културне и цивилизацијске затворености у протеклим временима.
Сурово нестајање манастирског комплекса Увац, последњих година XVII века, јесте аутентични пример умирања целог села и околине. За дужи низ година овај питоми крај у долини реке Увац био је потпуно пуст. Они који су се овде доселили, вероватно после више деценија, нису имали готово никаква или само делимична сазнања o претходном становништву o њиховим страдањима и исељавањима. Нови житељи затекли су манастир Увац у рушевинама, a у народу су временом створене различите приче o животу, успону и разарању овог светилишта. Манастирска имања вероватно су припада неком њима непознатом спахији, na су и становници Увца из прве половине XIX века no предању наводно били "чивчије" Јањиног манастира.Мала црква у средњем току реке Увца, испод златиборских падина, подигнута је вероватно у првим деценијама XV века. И мада нема никаквих писаних података o томе, no свему судећи, саградио ју је неки локални властелин (за сада непознат) за потребе околног сточарског насеља и његових житеља. Подигнута на граничном подручју, ова православна црква била је својеврсна брана надирања богумилске јереси, која се и тада ширила са територије босанских феудалаца. Сви досадашњи извори упућују да је река Увац у једном свом делу као и део слива реке Лим, у XV веку била гранично подручје између Деспотовине и босанских држава. Како су територије у том времену лако прелазиле из руке у руку a тешко се браниле, опстанак у овој жупној граничној области вероватно је често био угрожен.
Приликом археолошких и конзерваторских радова 1994. и 1995. године, констатована су знатна оштећења, фрагменти паљевина у слоју првобитне мале цркве, будућег манастирског комплекса Увац. O степену других оштећења, на пример конструктивних целина, било је тешко доносити суд. Коначно, црква манастира Увца доживела је у каснијим временима још две значајније обнове и проширења, али је исто толико пута била паљена и разарана. Последње рушење крајем XVII века значило је брисање манастира Увца са списка појућих светилишта пуних три стотине година. Манастир је живео у народу, у колективном сећању, као чудесан пример градитељске снаге нације у трагичном историјском раздобљу.

Истраживачки радови на манастирским објектима на Увцу у периоду 1994-1997. године, потврдили су велико проширење цркве посвећене Рођењу Богородичином, као и градњу помоћних просторија, конака и монашких ћелија. Све то одвијало се у периоду од 1572-73. до 1580. године. Доказано је да су тада извођени вишегодишњи радови на комплексу овог светилишта, чиме је и заокружена манастирска целина. Пре свега, мала једнобродна црква, која је све време од турских освајања ових крајева na до средине друге половине XVI века делила судбину српског народа који је живео у жупној долини реке Увац, у овом периоду значајно је променила изглед. Ктитори, као и братство манастира, одлучили су се на проширење цркве на тај начин што су делимично избијени северни и јужни зид, na су са једне и друге стране дозидане широке правоугаоне певнице. Да би се оствариле геометријске пропорције, али и због неких других, можда литургијских разлога, проширена је првобитна апсида, дозидан синтронос у унутрашњем делу олтарског простора, као и горње седиште, непосредно испод прозора на делу апсиде. Бели камен шкриљац, којим су извођени радови у олтарском простору, коришћен је и за подне плоче у простору певница, делу олтара и вероватно спољашњих целина, трема и других детаља у манастирском комплексу. Како су подне плоче из певничких простора сачуване и код следеће обнове, почетком XVII века, то је било могуће констатовати да су у овој фази обнове и проширења манастирске цркве као и свих других објеката били ангажовани веома добри мајстори који можда нису били из ових крајева. Начин сечења и слагања подних плоча у тек сазиданим певницама био је тако ефектан и прецизан да се сличан рад није могао поновити код великог проширења и реконструкције, извођене у следећем веку. Међутим, обнова манастира Увца у нашем времену тачније у последњим годинама XX века, у новим техничко-технолошким условима, није могла дати такве резултате у свим градитељским сегментима, посебно у сечењу и обради тешких камених плоча истог или сличног квалитета. To сведочи да су ктитори скраја XVI века ангажовали изванредне мајсторе који су претходно већ радили на сакралним објектима у непосредној близини или на неком већем манастирском центру који се тих година градио.
Може се рећи да готово и нема извора o великим градитељским радовима из тог периода на манастирима Увцу Бањи, Кратову, Мажићима и другим мање познатим црквама и манастирима. Ипак, из Поменика манастира Св. Тројице код Пљеваља, писаног (или преписиваног) у другој половини XVI века, уписана су имена две монахиње из манастира Вувца. Оне су непознате године, вероватно последњих деценија тога века, дале известан прилог за помињање својих имена приликом молитви и биле записане на страницама Поменика монаха и монахиња. To су Ана (Јања) и Марина. Ови важни подаци упућују на то да је у тим деценијама манастир Увац вероватно био женски манастир, али и на један други, можда много драгоценији траг. Наиме, како се у последњим вековима на просторима Старог Влаха и Полимља полако ширио мит o светитељки Јањи, заштитници слабих и нејаких, то се и више цркава из ових крајева називало Јањиним црквама. Разуме се да су предања често имала тежину реалних збивања, a митови у својој суштини снагу историје, коју није било могуће проверавати. Тако је и манастир Увац, између више других цркава Старог Влаха, постао познат у предању народа ових крајева као црква Јања.
Завршетак велике обнове и проширења манастира Увца у осмој деценији XVI века није забележен на црквеним књигама или литургијским предметима, које су тада вероватно прилагане манастиру као што је то био случај са већим делом бањске ризнице и сачуваним посветама високих црквених достојанственика. Разуме се, то се односи на доступне и познате књиге, предмете и записе са њих, од којих су многи вероватно нестали у вихорима несрећних збивања минулих времена. Али археолошки докази потврдили су завршетак великих радова у деценији која је претходила милешевској несрећи и околним српским светилиштима. Слојеви гара у делу припрате као и северозападног дела манастирске порте, управо у нивоу новоподигнутог комплекса на Увцу из XVI века; поуздано доказују да проширени манастир није био дугог века, односно да је спаљен у истој години када је страдала и Милешева и спаљене мошти св. Саве. Тешко да је овај удес задесио само светилишта у делу нахије Бањана, Старог Влаха и Полимља. Турска освета била je, као и у многим примерима раније и касније, систематична и припремљена. Коначно, то је време када на османском двору успостављају примат везири арбанашког порекла, a у сенку падају или нестају ренегати словенске крви. Мржња према већ мртвом, али још увек славном, везиру Мехмеду Соколовићу била је присутна и не треба је искључити када се анализира судбина Милешеве и овог подручја насељеног православним живљем.
Степен оштећења манастирског комплекса Увац из последње деценије XVI века, и поред слојева гара на појединим местима, ипак није био такав да се не би могао брзо поправити. Извесно је да су се монаси за кратко време вратили свакодневним обавезама, na je братство (или сестринство) манастира већ за годину-две успоставило нормалан живот. Већ у првим деценијама XVII века, у комплексу Увца започињу велики радови, који су no свом обиму готово истоветни онима из XVI века, односно из периода обновљене Пећке патријаршије. Срећна коинциденција приликом истраживачких радова јесте налаз новца са прецизним годинама ковања (1611-1614) у културном слоју последње велике обнове манастирског комплекса, који тачно потврђује да је братство манастира Увца започело радове на обнављању и проширењу између 1615-1618. године. Само делимичан осврт на општа збивања у окружењу упућује на значајне градитељске и уметничке активности, готово последње у том веку које у историјској науци ипак нису довољно осветљене.
Градитељски радови на манастирском комплексу Увац у првим деценијама XVII века нису no обиму били  и  највећи.  Већ је речено,  послови  на проширењу манастира из друге половине XVI века били су велики. Међутим, радови v овој фази били су неупоредиво сложенији и захтевали су добре и проверене мајсторе. To се пре свега односило на зидање храма Рођења Богородичиног, које се разликовало у односу на претходно стање, дакле на оно из XVI века. Ктитори и манастирско братство захтевали су два сложена посла на овом проширењу. To je постављање стубова носача и кубета изнад централног дела храма, као и припрате на западној страни и њено засвођавање слепом калотом. Готово сав потребан материјал био је у околини, осим сиге коју су вероватно вадили у горњем току реке Увца и лако је низ реку транспортовали сплавовима. Ha тај начин допремана је и грађа, које je, истина, било и у непосредној близини. Мајстори су вероватно ове послове завршили за кратко време. Када су радови на храму били завршени, или можда у исто време, подигнута је на јужној страни велика трпезарија, са доњим подрумским делом, и горњим, у којој је за исти сто могао сести велики број монаха и гостију. Очигледно, то није било све, радови у манастирској порти и помоћним економским просторијама извођени су и у наредним годинама, вероватно све до средине XVII века, a можда и дуже. Ипак, већ у првим деценијама тога века, храм на Увцу са правоугаоним, обновљеним певницама у функцији хора, из XVI века, куполом на коцкастом постољу, дограђеном припратом на западној страни - био је врло брзо спреман за осликавање унутрашњих зидних површина.
Ha основу скромних остатака живописа који су на Увцу сачувани пуком случајношћу и пожртвовањем конзерватора, може се са извесном резервом рећи да су неки делови цркве на Увцу осликавани између 1620-1622. године, када бележимо и најстарији запис са једног штампаног псалтира, који je, неким непознатим поводом, приложен манастиру. Важније од тога јесте чињеница да су храм Рођења Богородичиног на Увцу у тим годинама осликавали зографи из круга хиландарског монаха Георгија Митрофановића. Мада је на основу сакупљених фрагмената зидног сликарства, извађеног из шута или са комада сиге, и упоређивањем са оним фрескама које је тих година сликао монах из Хиландара, незахвално доносити такав закључак. Мора се признати да је на неким ликовима светитеља и орнамената са Увца препознатљив утицај, или можда и лични рад, овог тада најпознатијег црквеног сликара из XVII века, односно, неког од његових даровитих настављача.

Последње рушење манастира Увца догодило се крајем 1697. или у пролеће 1698. године. Семе припремљено за сетву, чији су угљенисани остаци пронађени у манастирским подрумима, није било никада посејано. Рушење је било систематично и сурово. Они који су то радили имали су довољно искуства у том послу, a видело се да су то радили без журбе. Пре свега, сви вредни предмети, део црквеног мобилијара, покућство, делови вреднијег посуђа, намирнице, житарице, али и све што се могло натоварити на коњске самаре - било је опљачкано и однето. Можда је и велики број отпалих коњских потковица, пронађених у слоју паљења, као својеврсна потврда тешко натоварених коња. Исто тако, неколико заборављених дуванских лула у истом слоју могли би се тумачити као персонификовано стрпљење рушитеља Увца.
У остацима гара, уочено је одсуство бронзаних предмета као и оних од драгоцених метала, na се може рећи да је откривени материјал на манастирском комплексу Увац углавном употребног карактера, од гвожђа и керамике, a за рушитеље очигледно није имао никакав значај. После пљачкања манастир је запаљен. Како су конаци, келије, радионице, помоћне просторије и кровови били подигнути од борове и ређе од храстове грађе, може се претпоставити какав је пожар захватио читав комплекс. Знатно касније, после три стотине година, из рушевина вађен је необичан, наранџасти камен, каквог иначе у околини нема. Сивоцрни серпентин, од кога су грађени темељи и храм Рођења Богородичиног, у страховитом пожару, променио је структуру и постао црвено-наранџаст. Трагови гара и спаљених остатака били су у висини од 2 до 10 cm. Пећи са керамичким лончићима, које су загревале конаке и помоћне просторије, обрушиле су се у подрумске делове, na су неки комади, игром случаја, остали читави. Све што није било захваћено пожаром, остало је испод рушевина.
У којој мери је тада страдао храм Рођења Богородичиног, као и читав манастирски комплекс - може се само претпоставити. Свећњаци од белог студеничког мермера, без значаја за рушитеље, сурово су поломљени и разбацани. Али пре паљења храма, срушена је фино обликована чесма од сиге, на јужној страни, непосредно уз цркву. Комади камена и сиге са храма затрпали су остатке манастирске чесме, na je и то сведочанство да је црква посвећена Рођењу Богородичином на Увцу последњи објекат на коме су се рушитељи и најдуже задржали.
Тешко ће се ма када сазнати шта је све опљачкано и однето са манастирског комплекса Увац. Изненадни напад је затекао калуђере, који тешко да су нешто могли сакрити и спасити. Покрадене црквене књиге продаване су на базарима Босне, Херцеговине и Полимља, na су их неки други свештеници и монаси откупљивали и прилагали у манастире Херцеговачког санџака. Монаси су без сумње, били упознати са судбином манастира, чије је име стајало у записима и натписима црквених књига, али они су знали и за несрећу оних који су се у време удеса затекли у манастиру. Анатема, тако честа на рукописним и штампаним књигама, односила се на рушитеље који су књиге опљачкали, али не и на откупљиваче, који су их спасавали и прилагали на сигурнија места. Међутим, пијетет према свима који су пре њих књиге чували и користили, обавезивао их je.
У пожару храма Рођења Богородичиног на Увцу нестао је иконостас, делови мобилијара, црквеног намештаја, певнице, дрвени делови горњих конструкција, кров, кровни покривач од ситног боровог клиса. Цркву без кровне конструкције било је лако рушити, a то се, очигледно, и догодило. Тако је у северној певници, под гомилом камења, затрпан столарско-бачварски алат, који je, изгледа, као и његови власници, поделио судбину манастира. Како је у том времену алат имао велику вредност, пре свега као средство за рад, то се намеће и питање да ли је алат после рушења било немогуће спасавати или су власници већ били мртви.
Условна реконструкција рушења манастира Увца из последњих година XVII века била је могућа захваљујући релативно сачуваним манастирским остацима, на основу чега је било могуће успоставити приближну слику комплекса пре разарања, али и могући изглед овог духовног центра после несреће која га је задесила. Међутим, то се не може рећи за страдање других метоха манастира Бање, као и за паљење седишта Дабробосанске митрополије, која ће у рушевинама остати више од 150 година. Закопана и спашена бањска ризница, без икаквог писаног аманета, јесте и потресно сведочанство o збивању у Бањи тог пролећа 1698. године, када је испред сурових пљачкаша склоњен велики део бањских драгоцености.

Манастир Увац и готово сви бањски метоси - Кратово, Дубрава, манастир Дубница, црква Јања у селу Рутошима, Св. Георгије у Мажићима - остали су у рушевинама више од три века. Већи број више никада није обнављан. Старо седиште Дабробосанске митрополије, Бања код Прибоја, било је пусто до друге половине XIX века, када је уз помоћ народа читавог краја, и уз ангажовање свештеника и каснијег монаха Дионисија Поповића, манастир делимично обновљен. Стару славу као и духовну улогу више никада није повратио.

## Првобитна црква
Првобитна црква била је мала грађевина коју је манастирско братство проширивало дограђујући припрату, бочне певнице и проширујући олтарску апсиду. Пронађено је велико богатство пластике: раскошна амвонска розета, фрагменти мермерног црквеног мобилијара, затим крстионица, чираци и друго. Живопис је скоро у целини уништен, али захваљујући упорним конзерваторима, из стотине фрагмената од фресака успела је делимична реконструкција ликова Светог Архангела Михаила и Светог Симеона.

## Обнова манастира
Крајем марта 1994. године, екипа Народног музеја из Ужица с неколико стручњака службе Заштите споменика из Београда и Прибоја била је први пут на необичном локалитету манастира Увца. Уснула и зачарана околина засеока Увца, нетакнуто и напуштено насеље, камење и манастирске рушевине - били су пресудни да се почетком јула исте године нађемо на месту које је било изван комуникација, путева и веза. Опрема је транспортована војним хеликоптером, који се једини и могао спустити у тај предео. На Малу Госпојину 1995. године поново је оживео манастир, после два и по века. Истог дана обављено је мало освећење цркве и служена света архијерејска литургија. Литургију је служио Његово Преосвештенство епископ жички Господин Стефан, уз саслужење свештенства намесништва ужичког.
Крајем 1998. године, прецизније 21. септембра, на празник Рођења Богородице, манастир Увац предат је Српској православној цркви, с великим степеном завршених радова у односу на стање пре последњег разарања, тачно пре три стотине година. Kao no неписаном правилу морало је проћи много времена да се стекну неке непознате околности и да се поново обнови овај гранични духовни центар. Једини преживели сведок његовог успона, трајања и усуда била је стара винова лоза, давно посађена на источној страни манастирске цркве. Она је вековима опасивала читаву порту постајући временом дивља, падајући на земљу и хватајући врхове грана околног дрвећа. Винова лоза с Увца јесте и симбол свеколиког трајања, живота и неуништивости.<
Чланови тима који је радио на обнови и релативизацији чинили су и: архитекта Благота Пешић, археолог Саво Дерикоњић, етнолог Боса Росић, историчари: Јелена Ристановић, Радивоје Папић, Mapa Алексић, конзерватори: Милица Дабовић-Котур, Мира Ћуковић, Драган Томановић, Миодраг Марковић, Драган Јовичић, фотограф Зоран Домановић. Неки од њих, као што су археолог Саво Дерикоњић и архитекта Благота Пешић, аутори бриљантних остварења на Увцу остају дужни текстуални део истраживања и градитељске обнове.
Не може се мимоићи веома заслужна личност без чије материјалне као и друге помоћи манастир Увац не би био обновљен. To je господин Раде Бегенешић, помоћник министра за културу Републике Србије, који је у изузетно тешким околностима, својом наклоношћу и вером за ову врсту послова, подстицао и чинио све да се манастирски комплекс Увац приведе крају. И за настајање ове књиге, у великој мери дугујемо захвалност господину Бегенешићу.
Градња локалног пута Стубло-Увац био је мукотрпан и пионирски рад захваљујући коме је манастир Увац могао бити завршен и доступан свима који га сада посећују. Заслуге припадају предузећу "Путеви" - Ужице, али и појединцима који се не могу заобићи, као што су: Србо Бајевић, Радован Јеремић и Станко Тејић.
Данас манастир Увац има жив монашки живот.